# Блукранс

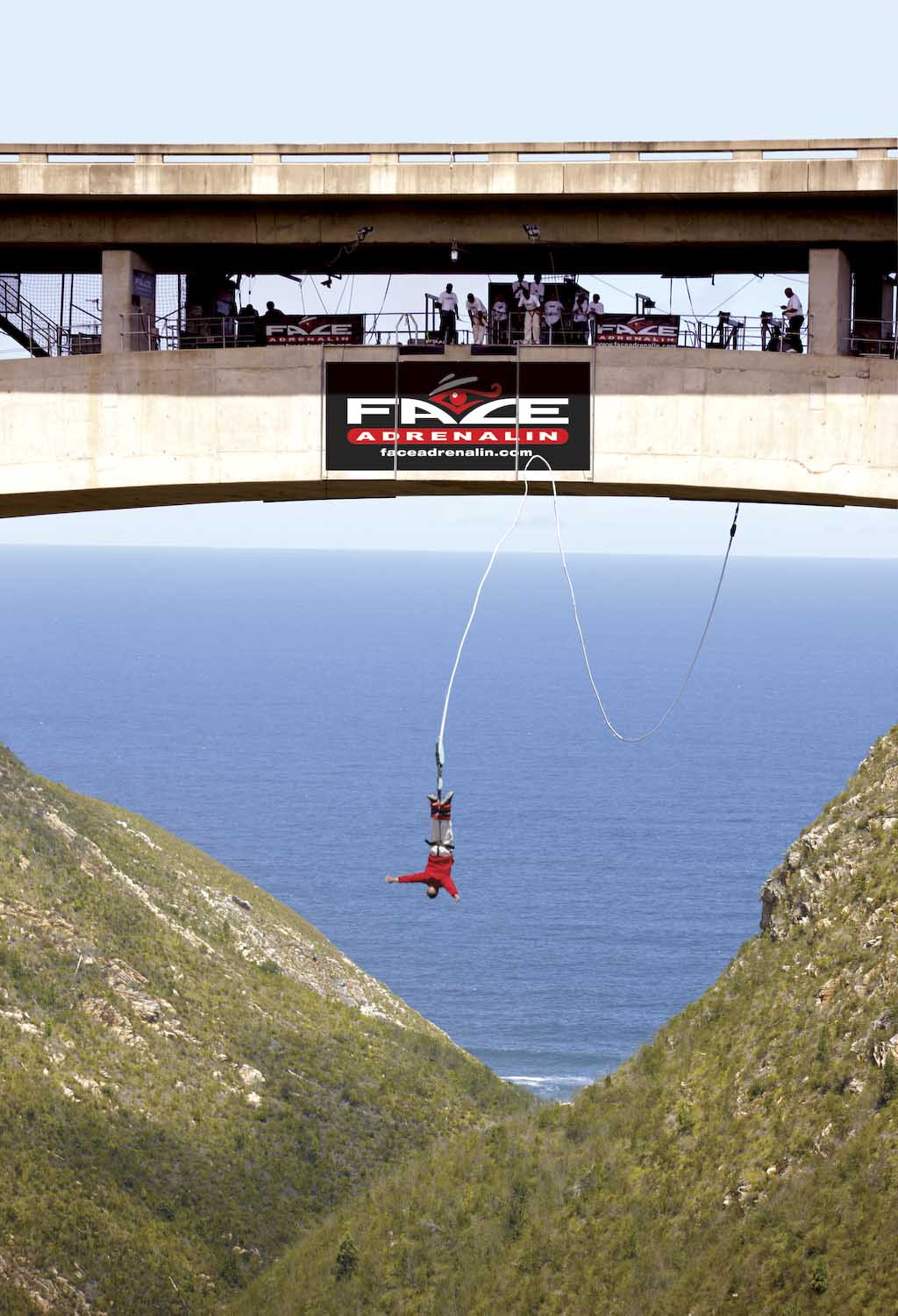
Банджи-джампинг на мосту. На заднем плане — Индийский океан

Блукранс (африк. Bloukransrivierbrug, англ. Bloukrans Bridge) — автодорожный арочный железобетонный мост через реку Блукранс, которая разделяет Восточно-Капскую (район Какаду) и Западно-Капскую (район Эден) провинции, ЮАР. Общая длина моста составляет 451 м, длина единственного пролёта — 272 м, максимальная высота от дорожного полотна до поверхности воды — 216 м, что делает мост Блукранс 83-м в списке самых высоких мостов мира и 66-м в списке арочных мостов с самыми длинными пролётами. Ширина моста составляет 16 м, его поддерживают 23 пары колонн.
Строительство моста продолжалось с февраля 1980 года по июнь 1983 года, открытие состоялось 10 июня 1983 года, на пять месяцев раньше запланированного срока. Стоимость строительства составила 11 миллионов рандов. На момент окончания строительства это был самый большой бетонный арочный мост в Африке и четвёртый по этому признаку в мире. Масса основной арки составила около 12 тысяч тонн.
Мост Блукранс является частью дороги N2. Ближайшие населённые пункты — городок Колдстрим и деревня Нейчерс-Валли.
На мосту находится пункт коммерческого банджи-джампинга Bloukrans Bridge Bungy, самого высокого в мире среди подобных: человек проводит в полёте около 160 метров. Именно с Блукранс в 1990 году был совершён первый банджи-прыжок с моста в Африке.